# Cedusa janola
Cedusa janola är en insektsart som beskrevs av Kramer 1986. Cedusa janola ingår i släktet Cedusa och familjen Derbidae. Inga underarter finns listade i Catalogue of Life.